# کالج جدید فلوریدا
کالج جدید فلوریدا یک کالج عمومی هنرهای آزاد در ساراسوتا، فلوریدا است. این دانشگاه در سال ۱۹۶۰ به عنوان یک مؤسسه خصوصی به نام کالج جدید تأسیس شد، چندین سال در دانشگاه فلوریدا جنوبی ادغام بود ولی در سال ۲۰۰۱ به یک کالج خودمختار تبدیل شد. این کالج یازدهمین مدرسه مستقل سیستم دانشگاه ایالتی فلوریدا است.